# Цутухили
Цутухили, или сотохили, атитеки, цикинаха (самоназвание), — индейский народ в Гватемале. Один из народов группы майя.Численность — ок. 80 тыс. чел. Язык — цутухиль, относится к группе киче. Говорят также по-испански и на языках соседних киче и какчикелей. Верующие — формально католики, сохраняют традиционные верования.

## Область расселения
В настоящее время населяют район к югу и вокруг озера Атитлан, в Горной Гватемале, в департаментах Солола, Сучитепекес, Кесальтенанго. По этногоническим легендам, возводили себя к народам «Семи пещер», пришедшим из шт. Табаско вместе с киче. Завоевали район вокруг озера Атитлан и образовали здесь государство.

## Хозяйственная деятельность
Традиционные занятия — ручное подсечно-огневое земледелие, скотоводство, охота, рыболовство, пчеловодство. Основные культуры — кукуруза, фасоль, тыква, томаты, какао, табак, сладкий маниок, хлопок. После испанского завоевания освоили пшеницу, кофе, сахарный тростник, картофель. Из домашних животных разводят птицу, коров, ослов, мулов, лошадей, свиней.
Ремесла — гончарство, прядение, ручное узорное ткачество, плетение, изготовление лодок долблёнок с надставленными бортами и одним веслом в Сан-Педро-ла-Лагуна и Атитлане. Кроме этого работают по найму на плантациях кофе и тростника, занимаются торговлей. Есть группа профессиональных торговцев.
Национальный тип жилища — квадратный дом с тростниковыми стенами на каменном цоколе, с четырёхскатной крышей из соломы. Пользуются паровыми банями.
Одежда у женщин состоит из длинной юбки, светлые блузы, уипили, наплечные накидки с бахромой, на голове носят венки или обматывают голову лентой. В одежде употребляется геометрический орнамент, полосы, красные, синие. Мужчины носят полосатые штаны до колен, цветной пояс, по праздникам — темные шерстяные куртки, войлочные шляпы с высокой тульёй, поверх штанов — юбку до колен.

## Социальная организация
По социальной организации сходны с киче. Семья большая и малая. Брак патри- или неолокальный. Селения делятся на 4 квартала_ пережиток фратриального деления. Важную роль играют система компадрасго и кофрадий.

## Культура и верования
Сохраняются дохристианские культы предков, крестов, гор, озера Атитлан, богини Луны, богов Солнца, маиса, дождя. Существует шаманизм, знахарство, проводятся театрализованные представления на национальные сюжеты(танцы Оленя, Ягуара), Библии, староиспанского фольклора.
На Новый год, справляемый в честь бога Машимона, меняют лидеров общины.
Имеется богатый фольклор.